# Mont Everts
Le mont Everts (en anglais : Mount Everts) est un sommet montagneux situé dans le parc national de Yellowstone, dans le comté de Park au Wyoming aux États-Unis. Il culmine à une altitude de 2 390 m. Il se trouve à proximité de Mammoth Hot Springs, au sud de Gardiner. Il porte le nom de Truman C. Everts (en).

## Toponymie

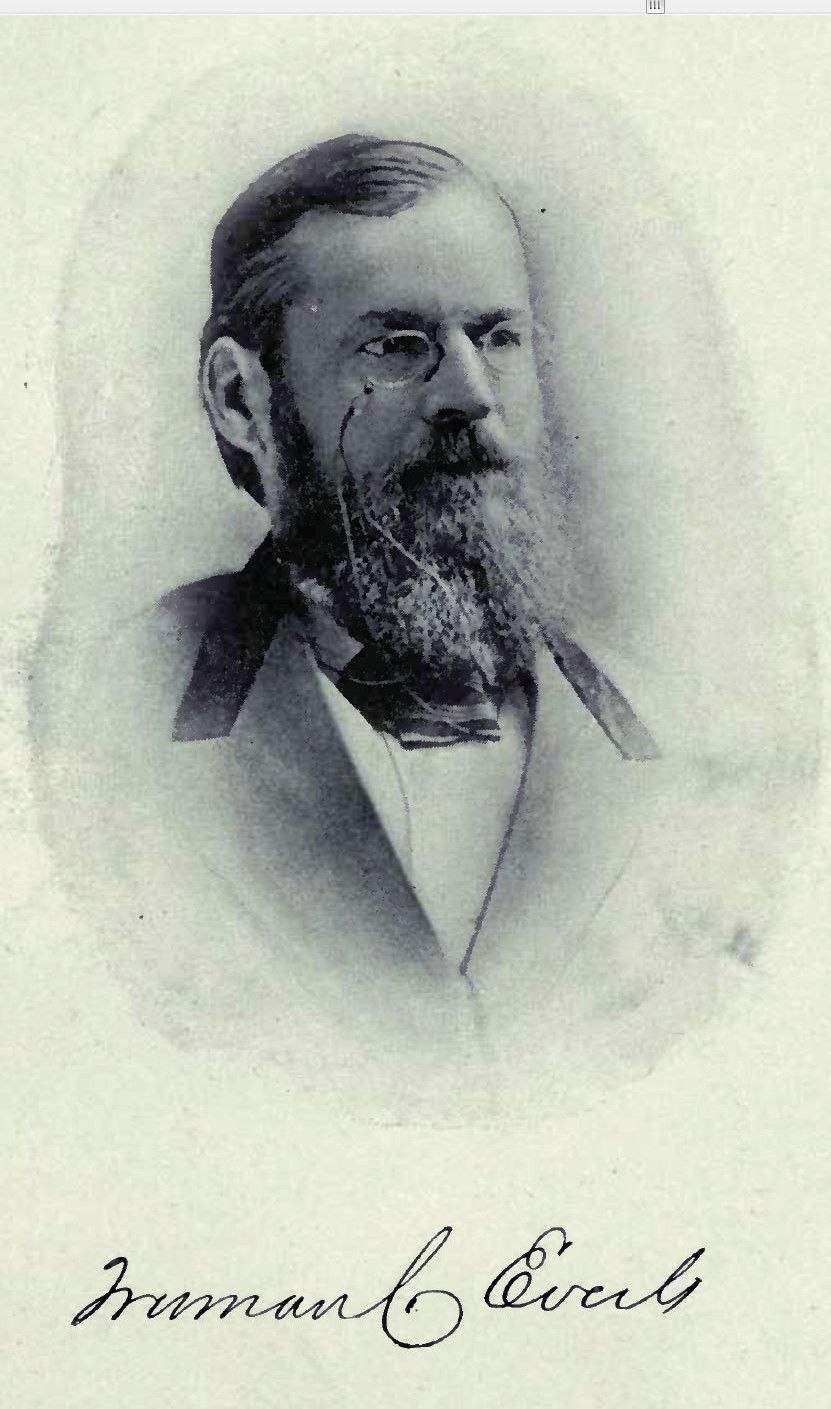
Truman C. Everts, qui a donné son nom au mont Everts.

Le mont Everts est nommé en l'honneur de Truman C. Everts (en), un membre de l'expédition Washburn-Langford-Doane de 1870. Celui-ci s'est perdu pendant 37 jours à Yellowstone à la fin de l'expédition. Peu après son sauvetage, Henry Washburn nomme le mont en son honneur. Plus tôt, lors de l'expédition, Washburn nomme un autre pic après Everts (connu aujourd'hui sous le nom de mont Sheridan), mais change d'avis à la suite du sauvetage en raison de sa proximité avec le mont Everts (à quelques kilomètres au nord-est, près de l'endroit où le ruisseau Blacktail Deer Creek se jette dans la rivière Yellowstone). Everts regrette ce changement jusqu'à sa mort, en arguant que le mont Sheridan, plus grandiose, aurait dû porter son nom.